# Senakle
Senakle (biał. Санаклі, Sanakli; ros. Санакли, Sanakli) – wieś na Białorusi, w obwodzie grodzieńskim, w rejonie ostrowieckim, w sielsowiecie Worniany.

## Historia
Dawniej grupa zaścianków. Rozporządzenie ministra spraw wewnętrzny z 1927 wymienia ich cztery: Senakle I, II, III i IV. W Wykazie miejscowości Rzeczypospolitej Polskiej z 1938 brak jest Senakli IV.
W dwudziestoleciu międzywojennym leżały w Polsce, w województwie wileńskim, w powiecie wileńsko-trockim, do 1 kwietnia 1927 w gminie Bystrzyca, następnie w gminie Worniany.
Po II wojnie światowej w granicach Związku Sowieckiego. Od 1991 w niepodległej Białorusi.